# قشلاق (آزادشهر)
روستای قشلاق از توابع شهرستان آزادشهر، استان گلستان، ایران است.